# Grumello del Piano
Grumello del Piano [ɡɾuˈmɛlːo delˈpjaːno] (Grömèl dol Pià [ɡɾøˈmɛl dɔlˈpja] in dialetto bergamasco) è un quartiere della città di Bergamo, fino al 1927 comune autonomo.
Il quartiere è posto all'estremità territoriale sud-ovest del comune di Bergamo.
Confina con il comune di Lallio a sud-ovest, con quello di Stezzano a sud-est, con il quartiere di Colognola ad est, con Curnasco (frazione di Treviolo) ad ovest, e con il quartiere Villaggio degli Sposi a nord.
Fino al 2009 faceva parte della circoscrizione 7, poi accorpata nella circoscrizione 2, infine abolita nel 2014.
Il territorio nella seconda parte del XX secolo è stato sottoposto ad un'intensa urbanizzazione.
Nonostante ciò, il quartiere conserva ancora ampi segni riconducibili alla propria vocazione rurale: nel centro storico, che si sviluppa attorno alla chiesa di San Vittore, numerose sono le abitazioni in ciottoli a lisca di pesce e corti con loggiati.
Ai margini orientali dell'abitato si trovano estesi campi adibiti a scopi agricoli, diventati parte del Parco dei Colli di Bergamo.

## Storia

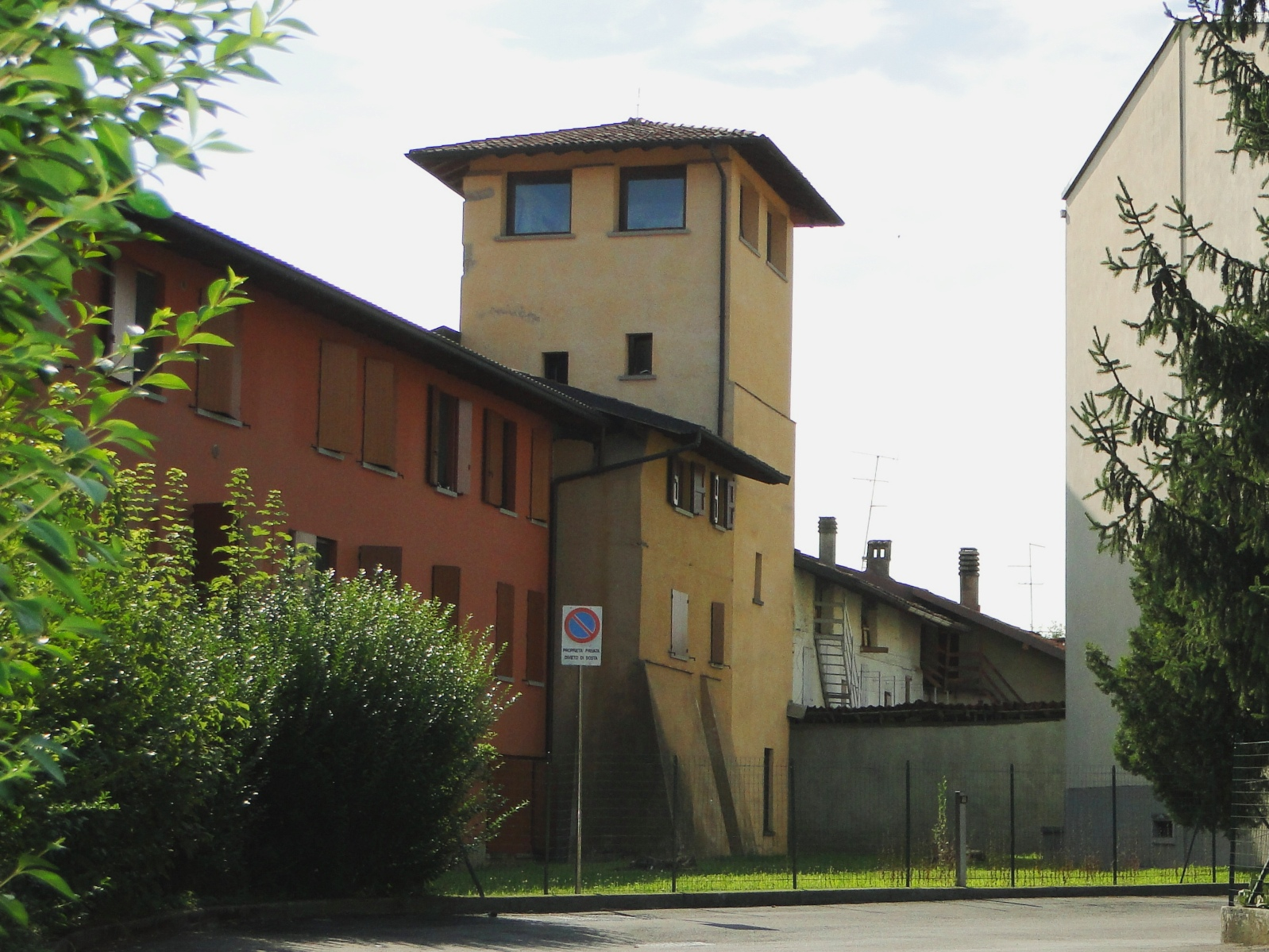
La torre, un tempo utilizzata a scopi difensivi

I primi insediamenti umani nella zona risalgono all'epoca romana quando la città di Bergamo e le pianure circostanti furono sottoposte a centuriazione. Le prime abitazioni sorsero infatti lungo l'antica strada che collegava Bergamo con Milano, come una sorta di avamposto meridionale della città orobica.
Di origine latina è anche il toponimo, che deriverebbe da grimulus planitiei, parola indicante "piccolo borgo con case e merli",elemento molto diffuso nei secoli passati.
Nel corso dell'XI secolo vi fu un notevole sviluppo delle aree destinate all'agricoltura, la cui proprietà era in mano generalmente ai conventi, con un incremento di colture di cereali e vite che si alternavano a boschi di castagni e querce.
Nel XIV secolo, per recuperare i terreni acquitrinosi, prese piede la coltivazione del guado, da cui si estraeva un colorante indaco utilizzato nella tintura della lana. Il secolo successivo vide importanti opere di canalizzazione e bonifica dei terreni nonché l'introduzione della tecnica della rotazione. Questi permisero l'irrigazione di una maggiore estensione di terreno e incrementarono la resa delle coltivazioni. I filari di vite sparirono dai campi, i vigneti diventarono coltivazioni a sé stanti e la possibilità di produrre del foraggio permise l'allevamento su scala più ampia.
In epoca tardo-medievale il territorio fu interessato, al pari di gran parte della provincia di Bergamo, da lotte fratricide tra guelfi e ghibellini. A tal riguardo sorsero fortificazioni difensive, delle quali ancor oggi vi è traccia nell'antico castello, posto nei pressi della chiesa di San Vittore, al cui interno si trova una torre, oggi utilizzati come abitazioni.
Nel frattempo Grumello del Piano, come riportato negli statuti cittadini risalenti al XIV e XV secolo, era già un comune autonomo, appartenente alla Facta di Porta Santo Stefano, anche se circoscritto soltanto alla porzione meridionale dell'attuale territorio.
Con l'avvento della Repubblica di Venezia vi fu un'importante opera di accorpamento delle piccole entità territoriali, tanto che il borgo venne aggregato alla città di Bergamo, nella contrada dei Corpi Santi, che raggruppava tutti i borghi posti all'esterno della cinta daziaria delle muraine.
Nel 1575 Grumello del Piano nella Chiesa della Beata Vergine Immacolata e San Vittore fu oggetto di visita pastorale di San Carlo Borromeo, mentre nel 1610 si eresse a parrocchia, svincolandosi dall'influenza della parrocchia di Lallio, alla quale era soggetta.
Nel 1798, con l'avvento della napoleonica Repubblica Cisalpina, il borgo venne aggregato, insieme a Sabbio, a Lallio.
Sette anni più tardi, conseguentemente alla scissione di Sabbio, il comune venne rinominato Lallio con Grumello del Piano, con le due entità territoriali equiparate amministrativamente.
La successiva riorganizzazione territoriale, avvenuta nel 1809, vide Bergamo espandere i propri confini inglobando nuovamente Grumello.
Nel 1816, in seguito al passaggio del Lombardo-Veneto agli austriaci, il territorio bergamasco subì l'ennesima modifica, contesto nel quale venne ricreata l'entità territoriale di Lallio con Grumello del Piano. Entità che ebbe vita breve, considerando che già nel 1818 i due borghi si scissero in due comuni autonomi differenti.

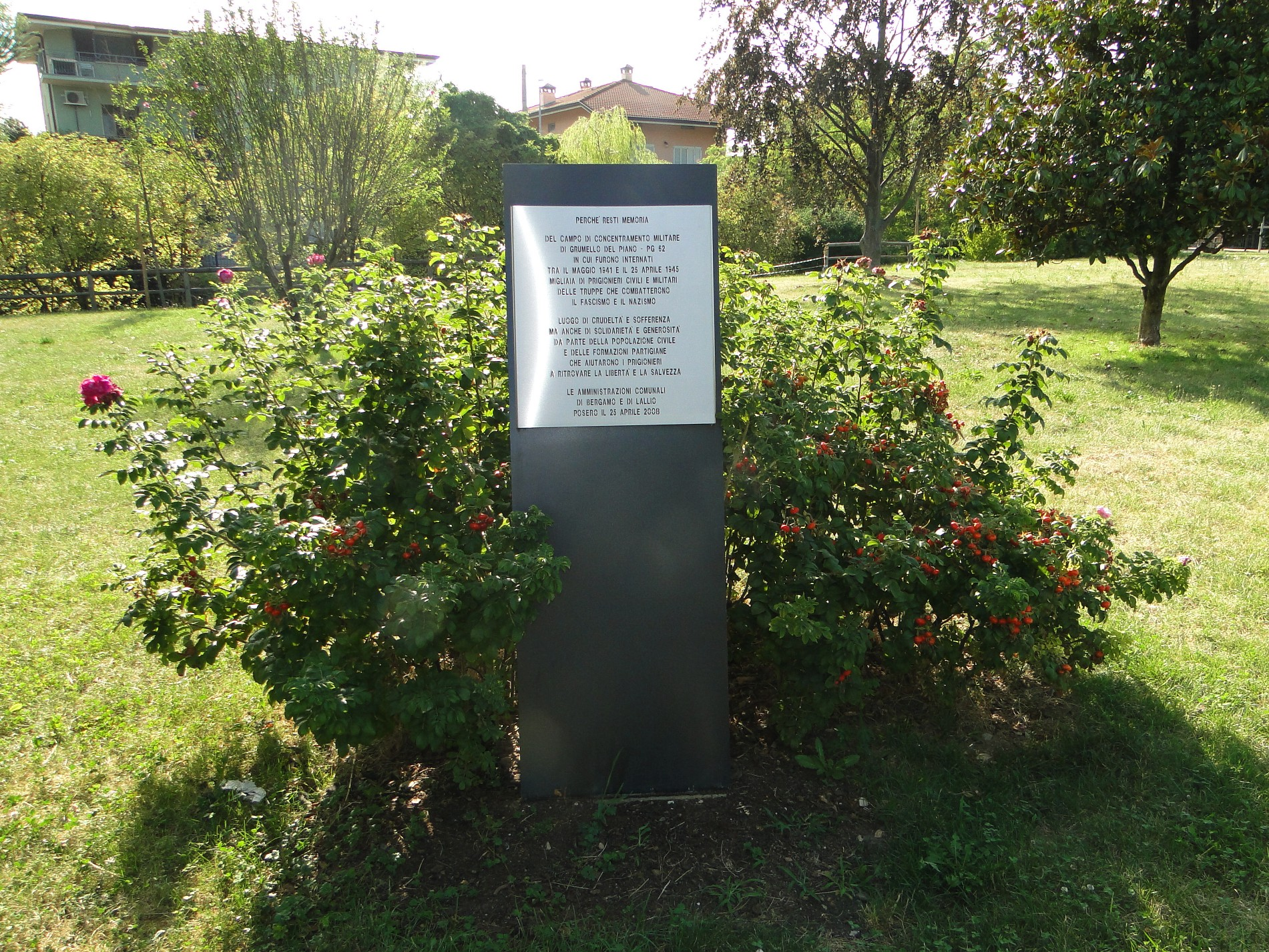
Il parco pubblico commemorativo del campo di concentramento tra Grumello e Lallio

La propria autonomia amministrativa cessò definitivamente nel 1927, quando con regio decreto del 10 febbraio venne aggregato alla città di Bergamo unitamente ai comuni di Colognola, Redona e Valtesse.
In tempi più recenti, il nome di Grumello del Piano balzò al centro delle cronache quando, nel corso della Seconda guerra mondiale, vi venne installato un campo di concentramento per prigionieri di guerra.
Posto nella zona di confine con il comune di Lallio ed identificato come campo numero 62 , rinchiudeva mediamente 3.000-3.500 uomini. Inizialmente i prigionieri erano quasi soltanto jugoslavi e, venendo considerati internati militari, non venivano sottoposti alla Convenzione di Ginevra.
A questi si aggiunsero prima greci e ciprioti e poi, in seguito all'apertura del fronte africano nell'ambito del conflitto mondiale, anche soldati inglesi, francesi ed africani appartenenti alla schiera degli alleati.
Dopo l'8 settembre 1943 cominciarono ad affluire anche italiani, sia militari che non si arresero ai tedeschi, sia civili avversi al regime e renitenti alla leva.

## Società

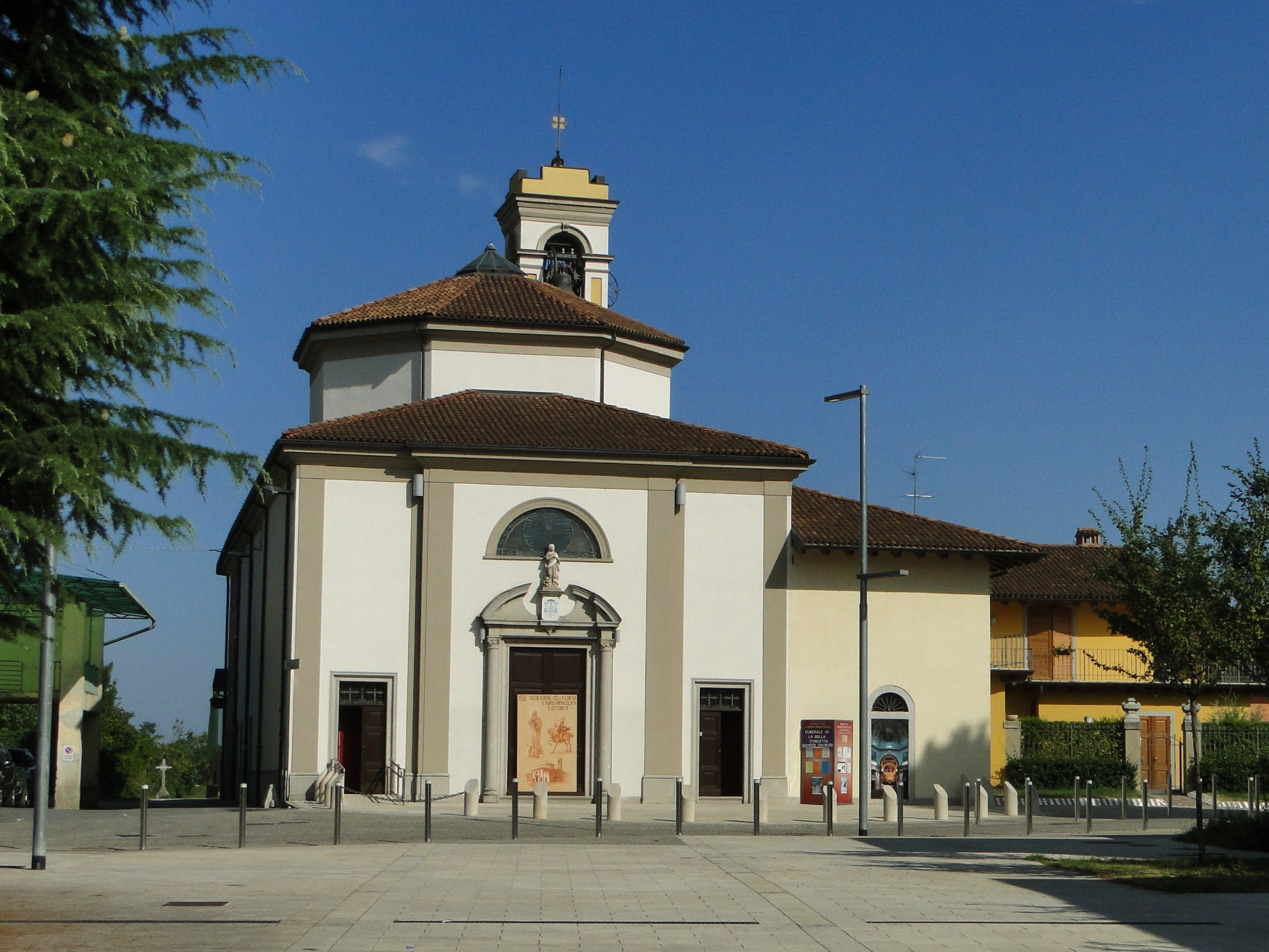
La chiesa parrocchiale di San Vittore

Grumello del Piano, pur essendo incluso nei confini comunali di Bergamo, è storicamente una realtà separata dalla città, sia per la sua distanza da essa che per la sua vocazione agricola, con la popolazione che da sempre è contraddistinta da un forte senso di appartenenza.
Tra il 2013 e il 2023, Grumello del Piano risulta il quartiere di Bergamo con maggiore crescita demografica in percentuale (+20,4%), passando da 1 607  a 1 935 abitanti, recuperando abbondantemente la flessione negativa registrata negli anni 2000.
Grumello del Piano è il quartiere meno popoloso di Bergamo, nonostante sia tra i più estesi. Risulta essere un quartiere molto più giovane e multietnico rispetto alla media della città. Solo il 6% degli abitanti è over 80 contro la media dell’8,8%, mentre la popolazione d'origine straniera è del 26%. Il reddito medio pro capite è di 22.570 euro annui, contro la media cittadina di 27.677 euro.
Nel passato l'evoluzione demografica è sempre stata caratterizzata dal costante aumento dei residenti: nel 1776 i residenti erano 200, mentre nel 1861, anno in cui venne effettuato il primo censimento dell'Italia unita, il numero era salito a 245.
Il decennio successivo portò un incremento di quasi il 30% (315 abitanti nel 1871) e, dopo trent'anni di aumenti contenuti, anche nel paese si verificò il boom delle nascite che contraddistinse l'Italia all'inizio del XX secolo: nei primi due decenni il paese raddoppiò abbondantemente la popolazione, passando dai 356 del censimento del 1901 ai 766 abitanti segnalati nel 1921.
Nel 1987 gli abitanti arrivarono a 1863, per poi scendere fino a 1607 nel 2013 ed infine risalire a 1935 nel 2023, dato più alto finora.
Nel quartiere è presente una scuola materna, una scuola elementare Montessori pubblica, un centro socio-culturale con biblioteca, un centro di aggregazione giovanile e il centro sociale autogestito Pacì Paciana.

## Ambiente naturale

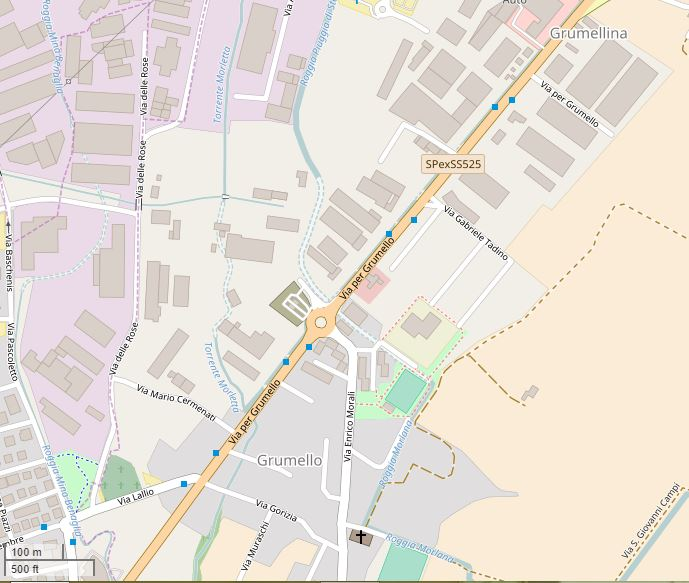
Bergamo, Grumello del Piano

L'intero territorio di Grumello del Piano è attraversato da un reticolo di rogge artificiali di medievale realizzazione che nei secoli ha caratterizzato notevolmente l'ambiente urbano: su tutte la roggia Colleonesca, che si interseca con il torrente Morletta, le rogge Oriolo, Ponte Perduto e Piuggia e le derivazioni della roggia Serio Grande, che un tempo erano componente fondamentale della vita contadina in quanto fornivano acqua ai campi agricoli e ai mulini.
Per tutelare parte di questa rete irrigua ed il suo fragile ecosistema nonché gli ambienti rurali circostanti, nelle campagne che dividono il quartiere da Colognola e Stezzano, è stato istituito un Parco locale di interesse sovracomunale denominato Parco Agricolo Ecologico Intercomunale. Questo si sviluppa su un terreno di alta pianura sedimentaria coltivabile con orli di terrazzi fluviali, tra i quali il paleo alveo del torrente Morla.
A partire dal 2019 il Parco Agricolo è stato oggetto di riqualificazioni con piantumazioni estensive di nuovi alberi, inaugurazione di una area umida (poi ampliata nel 2025), aree pic-nic e strutture per birdwatching, mentre nel 2023 l'intera area è divenuta parte del Parco dei Colli di Bergamo.

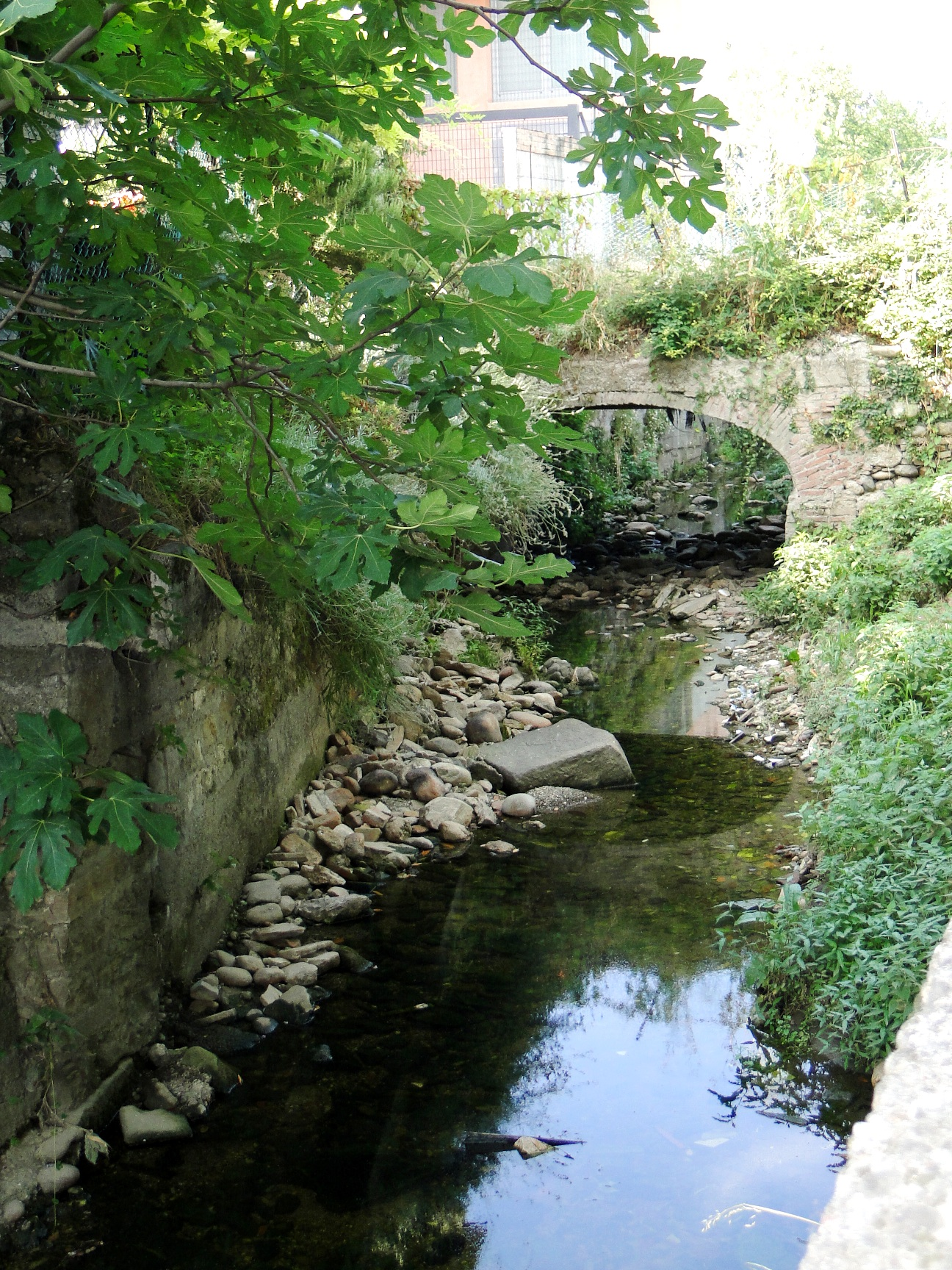
La roggia Colleonesca
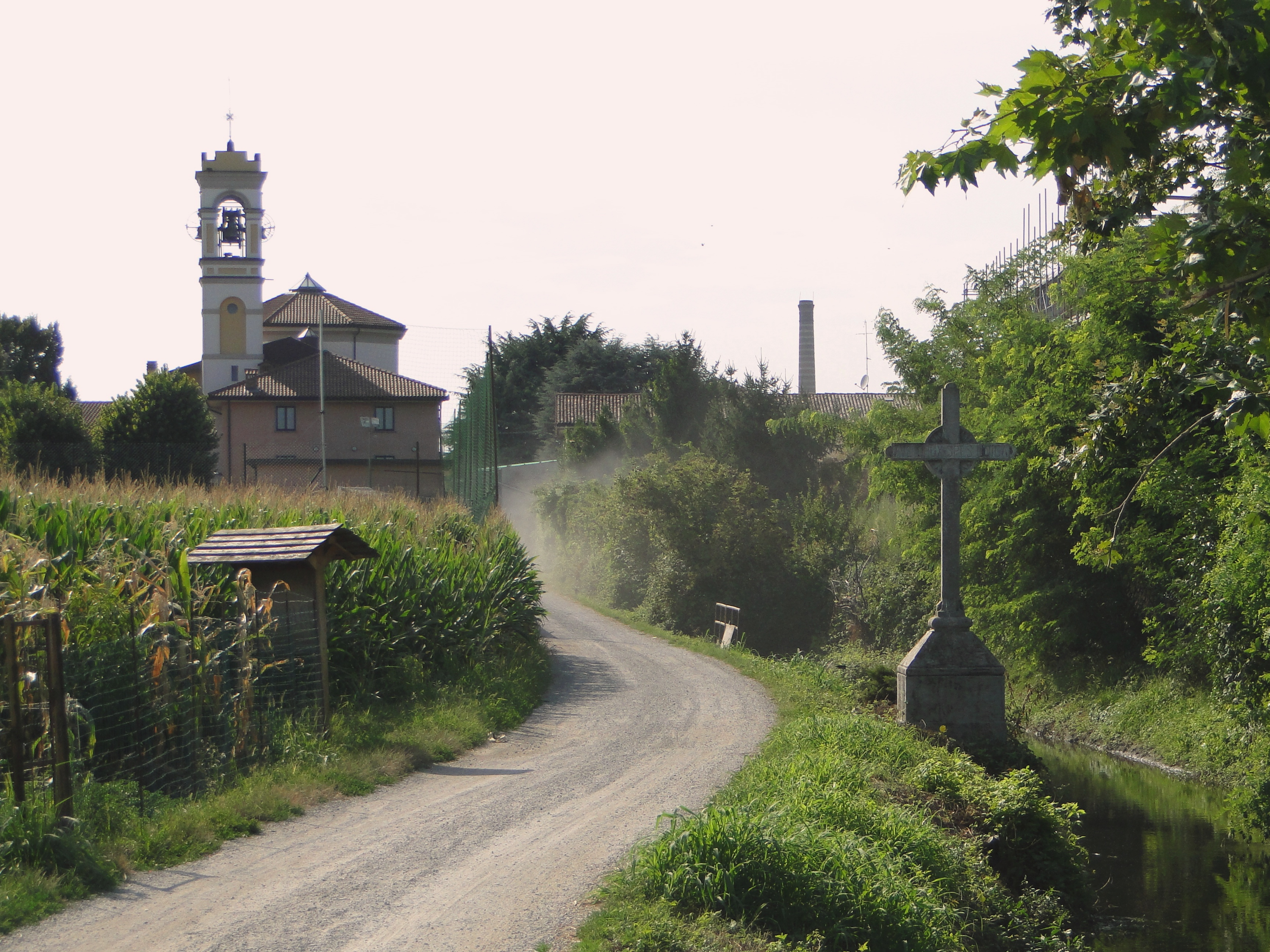
I campi nei pressi della chiesa parrocchiale
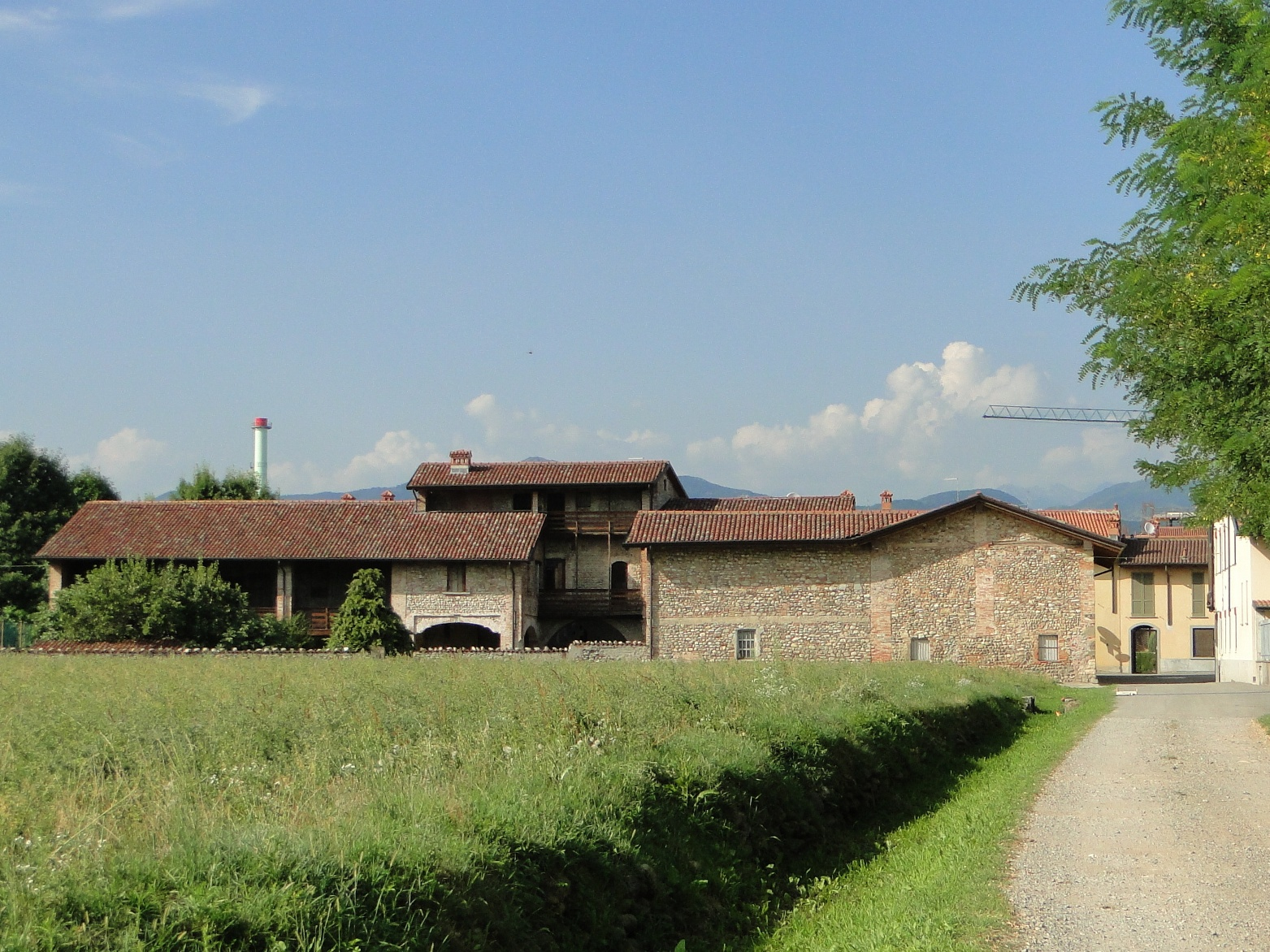
Edificio rurale ai margini dell'abitato

## Urbanistica
Grumello del Piano si sviluppa su un territorio completamente pianeggiante lungo la direttrice della vecchia strada che collega il capoluogo orobico con Milano, ad oggi classificata con il nome di Ex Strada Statale 525 Bergamo-Vaprio d'Adda che attraversa il quartiere e lo collega al capoluogo Bergamo a Nord ed al comune di Lallio a sud. Questa rappresenta un elemento di elevata divisione territoriale, in quanto percorre longitudinalmente l'abitato: ad est della stessa si trovano il centro storico e la maggior parte degli edifici residenziali, ad Ovest si concentrano invece strutture ad uso artigianale ed industriale.
Nel 2012 il quartiere è stato al centro di un progetto denominato Contratto di quartiere, che ne prevedeva la riqualificazione. Sostenuto da una partnership tra il comune ed enti privati, nonché da un finanziamento da parte della regione Lombardia, per un totale di 16 milioni di euro. I punti principali prevedevano un rilancio dell'edilizia residenziale pubblica (portata avanti da ALER e MIA), uno sviluppo dei servizi, interventi volti a garantire la sicurezza e la realizzazione di un parco agricolo. Ulteriori ristrutturazioni su edilizia pubblica sono state finanziate anche grazie al PNRR nel 2022, insieme alla nuova linea e-Brt.
Le ampie aree agricole e verdi ad est dell'abitato sono state oggetto negli anni di numerose proposte edilizie importanti e controverse, tra cui la proposta per il nuovo stadio di Bergamo (si è optato poi per la ristrutturazione di quello esistente in città) o per la nuova Accademia della Guardia di Finanza (realizzata poi nell'ex Ospedali Riuniti, sempre in città). L'istituzione del Parco Agricolo PLIS, fortemente voluto dai cittadini, divenuto poi parte del Parco dei Colli di Bergamo nel 2023, ha posto fine a tutti i potenziali progetti nelle aree non urbanizzate, a favore quindi del verde pubblico. Le nuove costruzioni realizzate nel quartiere avvengono riqualificando aree già urbanizzate.

## Infrastrutture e trasporti

### Strade
La Ex Strada Statale 525 Bergamo-Vaprio d'Adda  attraversa il quartiere e lo collega a nord con il centro città e a sud con Lallio. A nord del quartiere, si trova l'ingresso all'asse interurbano di Bergamo, che lambisce il quartiere distante dall'abitato. I caselli autostradali A4 di Dalmine e di Bergamo sono entrambi approssimativamente a 3km di distanza dal quartiere. 

### Mobilità locale
Il quartiere è servito da Linea 5 ATB Bergamo - Osio Sopra e dalla linea TBSO V Bergamo - Trezzo D'Adda.
Sono in corso i lavori per la nuova linea e-BRT Bergamo FS - Verdello-Dalmine FS. La nuova linea collegherà il quartiere con il centro città e con i comuni di Lallio, Stezzano, Dalmine, Osio Sotto e Verdellino, tramite bus elettrici a corsia preferenziale, preferenza semaforica, ad alta frequenza (ogni 10 minuti negli orari di punta) e velocità. La fine dei lavori è prevista a luglio 2026.

### Ferrovie
Il quartiere è lambito ad est dalla ferrovia Milano-Bergamo, all'interno del Parco Agricolo, con la stazione di Stezzano che dista 1,5km dal centro abitato di Grumello del Piano. Il quartiere era servito, lungo il provinciale 525, dalla Tranvia Monza-Trezzo-Bergamo dal 1890 al 1953.

### Piste ciclabili e Bike sharing
Nel 2019 è stata completata la pista ciclabile che collega il quartiere a Stezzano, a Sud, mentre nel 2020 è stata inaugurata anche la pista ciclabile verso Lallio, a Ovest. Nuove piste ciclabili anche a est dell'abitato, con l'inaugurazione di orti pubblici collettivi, parchi e campo basket nel 2022.
Il bike sharing cittadino La BiGi, attivo 24 ore su 24, ha nel quartiere una stazione, in Piazza Aquileia.